# Mériadeck
 (novembre 2009).
Si vous disposez d'ouvrages ou d'articles de référence ou si vous connaissez des sites web de qualité traitant du thème abordé ici, merci de compléter l'article en donnant les références utiles à sa vérifiabilité et en les liant à la section « Notes et références ».
Mériadeck est un quartier d'affaires de Bordeaux. Officiellement, le quartier fait partie de la subdivision Bordeaux Centre. Il est représentatif d'une certaine esthétique moderniste caractéristique des années 1960. Il concentre immeubles de bureau et d'habitation, administrations (sièges de la région Nouvelle-Aquitaine et de Bordeaux Métropole), centres culturels et sportifs (bibliothèque Mériadeck, Patinoire de Mériadeck) ainsi que le centre commercial Mériadeck). Il est relié depuis 2003 au centre-ville par un tramway.

## Historique

### Origine
Le quartier doit son nom au prince cardinal de Rohan, Ferdinand Maximilien Mériadec, archevêque de Bordeaux qui y fit construire le palais Rohan en 1771 (qui, en 1833, deviendra l’hôtel de ville) et qui offrit les terres à la ville, alors à l'étroit dans ses limites géographiques héritées du Moyen Âge. C'est un quartier moderne, essentiellement commercial et administratif. Pendant longtemps, cette partie de la ville ne fut qu'un vaste marais bordant la ville. Mais les maladies dues à la présence de ce marais (et notamment la peste) ont conduit au XVIIe siècle à son assèchement. Au XIXe siècle, des échoppes y sont construites et une population pauvre, ouvrière et artisane s'y installe. Des maisons closes, cafés et bals animent ce quartier cosmopolite. L'expression :  « c'est Mériadeck ici ! » (signifiant : « que de bazar ici ! ») demeure dans quelques familles bordelaises et rappelle de ce fait le vieux Mériadeck.

### Restructuration auXXesiècle
Déclaré insalubre en 1950, la municipalité dirigée par Jacques Chaban-Delmas décide la rénovation totale de ce quartier pauvre en 1955. Le projet prévoit la construction de barres d'immeubles, typiques de ces années. En 1963, la rénovation devient restructuration et le quartier Mériadeck sera finalement le quartier d'affaires de Bordeaux avec des bâtiments modernes commerciaux et administratifs, ainsi que des équipements sportifs (patinoire, bowling …). De nombreuses administrations et des services sont regroupés dans ces grands bâtiments, dont la hauteur a finalement été limitée, construits autour d'un jardin central. De plus, la circulation automobile et celle des piétons ont été séparées par la construction d'une dalle, l'actuelle esplanade Charles de Gaulle, un espace vert entouré d'arbres et d'une belle promenade où on retrouve des bancs, des jets d'eau ainsi que plusieurs monuments érigés à la mémoire de la Seconde Guerre mondiale.
En 1970, Jean Willerval (1924-1996) impose un plan cruciforme à la quasi-totalité des constructions. Jacques Chaban-Delmas soutient le plan en croix mais certains projets publics, comme le bâtiment des Chèques postaux, ou privés, comme la Caisse d'Epargne, le refusent.
L'atelier d'architecture Salier Lajus Courtois Sadirac conçoit les Jardins de Gambetta dans le quartier de Mériadeck, soit 6 immeubles pour une surface de 23 800 m2.

### Modernisation auXXIesiècle
Le quartier abrite les hôtels de la métropole de Bordeaux, de la préfecture de la région Nouvelle-Aquitaine, du Conseil régional de Nouvelle-Aquitaine, du Conseil départemental de Gironde, du commissariat de police, ainsi que divers bâtiments administratifs comme la Poste centrale, France Travail, le rectorat de Bordeaux, le CCAS de la ville et certains services de la Direction générale des Finances publiques. Par ailleurs, on y trouve le centre commercial Mériadeck, la patinoire Mériadeck, la bibliothèque centrale de la ville ainsi que les sièges sociaux de diverses entreprises. Certains bâtiments récents (comme le Conseil régional, le Conseil départemental, la Poste et le commissariat de police) tendent à rajeunir l'architecture vieillissante de ce quartier. Ce quartier a permis la construction de bâtiments administratifs et commerciaux à proximité du centre ville sans dégrader l'architecture historique du vieux Bordeaux.
Les quartiers autour de Mériadeck sont composés de nombreuses échoppes, maisons à un étage typiquement bordelaises. Il est également à quelques pas du centre animé de la ville et notamment de la Place Gambetta, ensemble du XVIIIe siècle qui tranche avec l'architecture moderne du quartier Mériadeck.

## Galerie

Bibliothèque, Bordeaux
Patinoire, Bordeaux
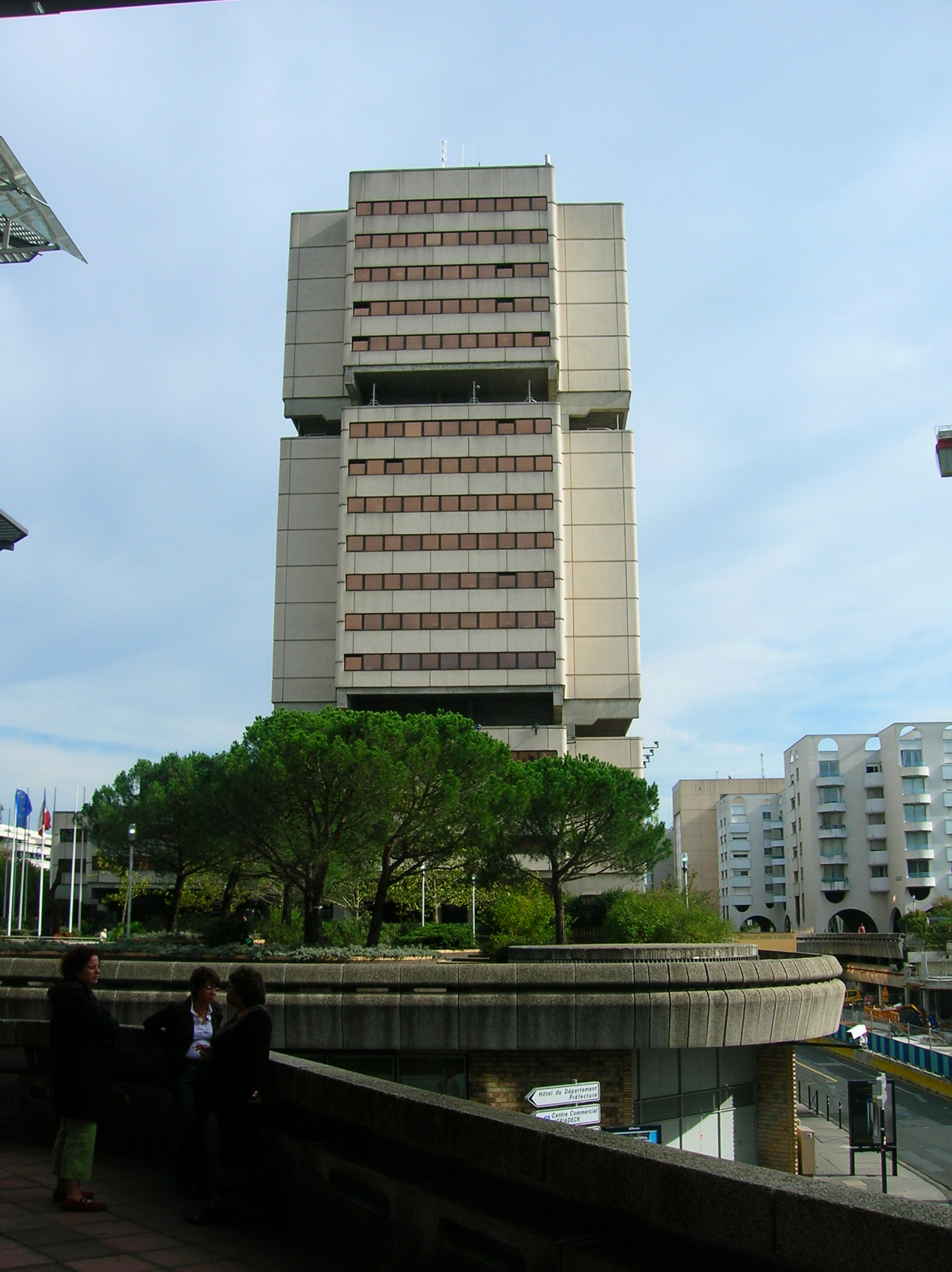
Bâtiment Hôtel de la métropole
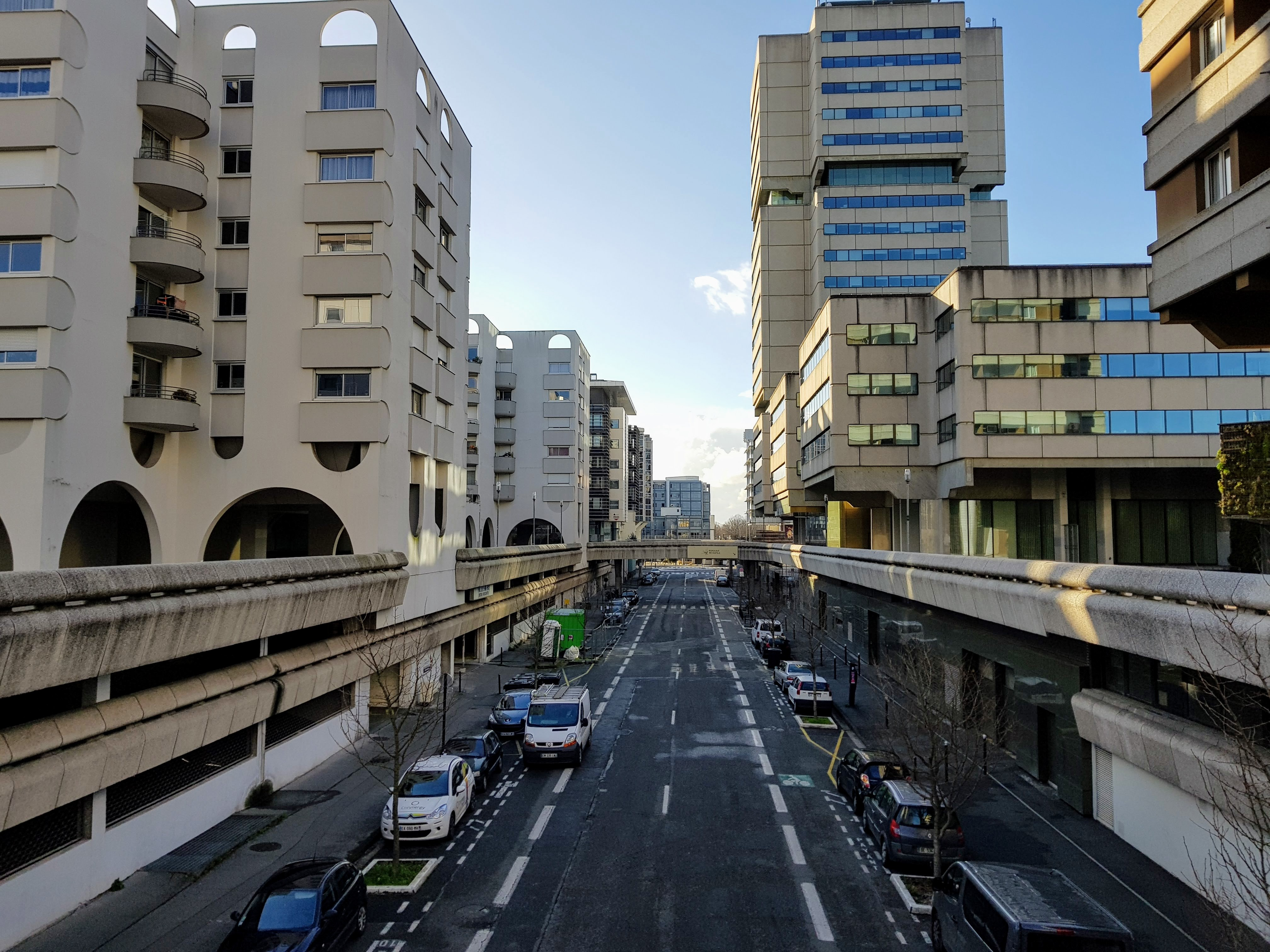
Rue Jean Fleuret - quartier Mériadeck, prise depuis une passerelle.
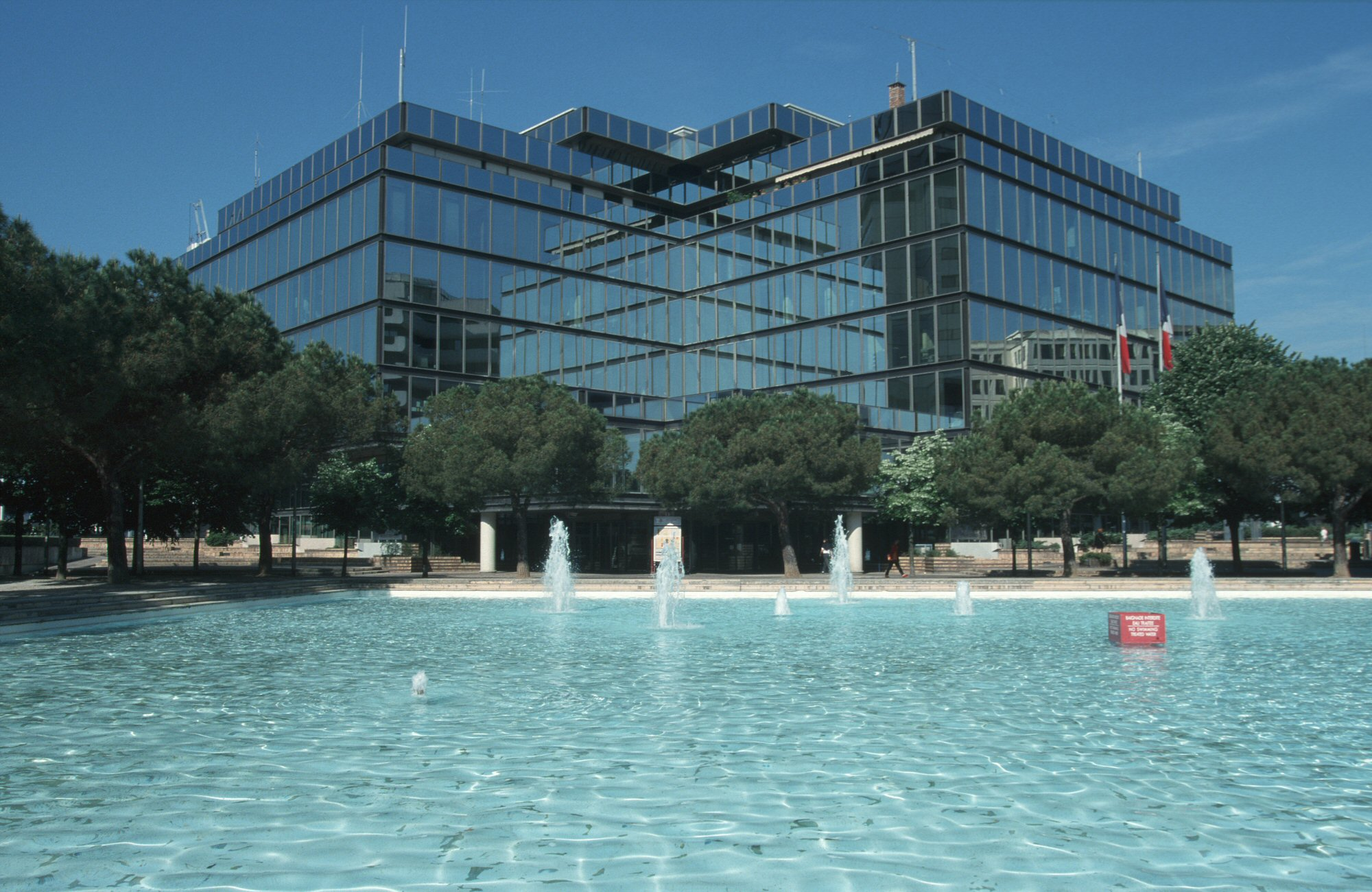
L'hôtel du 1, Esplanade Charles-de-Gaulle, à la fois siège du département et de la préfecture.

## Référence
1. ↑  « Huit quartiers pour vous », sur Site officiel de la ville de Bordeaux (consulté le 1er juillet 2021).
2. ↑  « Quartier Mériadeck ::: Urbanisme sur dalle ::: Les origines », sur meriadeck.free.fr (consulté le 1er février 2017)
3. ↑  Michel Pétuaud-Létang, Mériadeck : défense et illustration d'un quartier de peu, A éditions, 2001 (ISBN 2-909656-20-9 et 978-2-909656-20-5, OCLC 490630052)
4. ↑  Jean-Pierre Augustin, Espaces urbains et pratiques sociales, Bordeaux, Presses universitaires de Bordeaux, 1988, 2e éd. (1re éd. 1987), 124 p. (ISBN 2-86781-047-7, lire en ligne), p. 24 :« Dans son roman, Antoine Bloyé, NIZAN brosse un assez long portrait sociologique des divers quartiers d'une petite ville de province en 1940 - Périgueux - et malgré les nombreuses transformations survenues, la hiérarchie et les images symboliques des quartiers sont restées les mêmes aujourd'hui. À Bordeaux par exemple, bien que Mériadeck soit détruit, il est courant d'entendre dire : « c'est Mériadeck », « ça vient de Mériadeck »... »
5. ↑  Marc Saboya, « Mériadeck, odyssée de l’espace », dans Paysages urbains de 1830 à nos jours, Presses Universitaires de Bordeaux, coll. « Eidôlon », 16 juin 2020 (ISBN 979-10-300-0542-4, lire en ligne), p. 245–255
6. ↑  Bernard Lachaise, Chaban, le bâtisseur : 50 ans d'architecture et d'urbanisme à Bordeaux, Le Festin Editions, 2015 (ISBN 978-2-36062-138-5 et 2-36062-138-6, OCLC 927159840), p. 29-39
7. ↑  Mathias Cisnal, Mériadeck, parcours en ville, Bordeaux, Le Festin, 2022, 92 p. (ISBN 9782360622962), p. 14-15
8. ↑  Les Jardins de Gambetta